# 알파걸
알파걸(Alpha Girl)은 학업, 운동, 리더십 모든 면에 있어서 높은 성취욕과 자신감을 가진 여성을 뜻하는 용어이다. 이들은 사회 각 분야에서 왕성하게 활동하며 넉넉한 수입을 벌어들인다. 미국 하버드대 아동심리학 교수 댄 킨들러의 2006년 그의 저서 《새로운 여자의 탄생-알파걸》에서 처음으로 사용된 말이다. 댄 킨들러 교수는 알파걸을 '학업과 운동, 인간관계와 리더십에서 탁월한 능력을 보이며 남성을 능가해 질주하는 여성'이라고 설명했다. 비슷한 말로는 일본의 하나코상, 한국의 골드미스 등이 있는데 모두 여성의 능력이 남성보다 우위에 있고, 사회적 지위를 갖춘 능력이 있는 여성들을 이르는 말이다.

## 알파걸의 어원
동물행동학에서 사용되는 용어로서 무리의 우두머리를 의미하는 알파에서 파생되었다. 대부분의 동물 무리에서는 가장 우두머리인 수컷이 알파의 위치를 차지하는데, 이와는 대조적으로 여자/소녀로서 알파를 지향한다는 의미에서 girl이 붙는다. 단어 뜻 자체로 알파란 그리스어의 첫째 자모이다.   
알파걸이라는 조어로 인해 기존의 수컷 알파를 지칭하는 신조어로 알파 메일(alpha male)이 사용되기도 한다. 

## 알파걸 대 베타걸
알파걸의 뛰어난 능력에 미치지 못하는 여성들을 가리켜 ‘베타걸’이라고 한다. 마찬가지로 동물행동학에서 사용되는 알파와 베타의 용법을 그대로 가져온다.

## 참고 서적
- 알파걸(Alpha Girl), 댄 킨들런 저, 최정숙 역, 미래의 창, 2007년, ISBN : 9788959890538